# 革命人民軍
革命人民軍（かくめいじんみんぐん）は、メキシコのゲリラ組織。

## 概要
1996年、貧困と弾圧にあえぐ農民の解放と武力による政府の打倒をめざし、南西部ゲレロ州で武装蜂起した左翼ゲリラ組織。EZLNと同様、メキシコにおける民主主義と正義と自由の確立を掲げる。指導者、構成員を含め、組織の全体像は不詳。

## テロ活動
- 2007年6月5日、6月10日、ペメックスのパイプラインが爆発。革命人民軍は、この爆発について犯行声明を出している[1][2]。爆発による一般市民への被害は無かった。